# جان بول رو
جان بول رو (بالفرنسية: Jean-Paul Roux )‏ (و. 1925 – 2009 م) هو مؤرخ فرنسي، ولد في باريس، توفي في سن جرمن آن له، عن عمر يناهز 84 عاماً.

## مناصب
تولى منصب مدير الأبحاث في المركز الوطني الفرنسي للبحث العلمي ‏.

## التعليم
تعلم في جامعة باريس، ومعهد اللغات والحضارات الشرقية بباريس، وكلية اللوفر.